# Antonia Barbiano di Belgiojoso

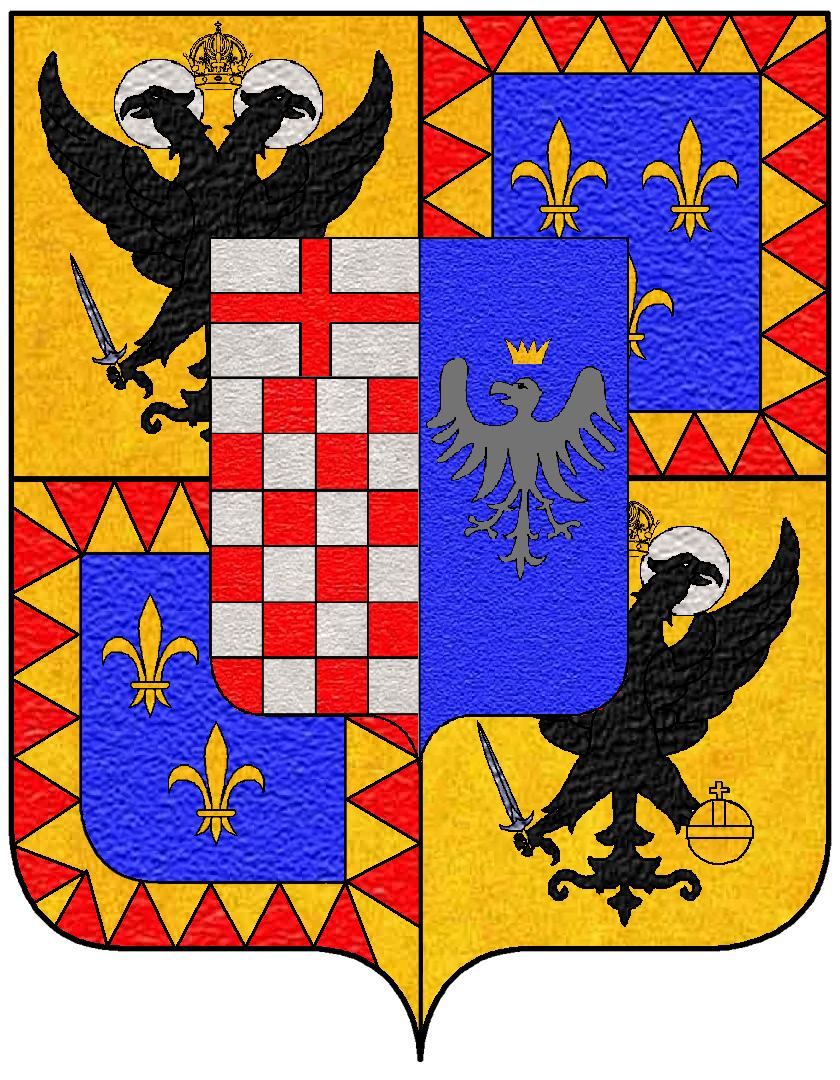
Stemma Barbiano di Belgiojoso

Antonia Barbiano di Belgiojoso (o anche Belgioioso; Milano, 29 giugno 1730 – Milano, 13 ottobre 1773) è stata una scrittrice e mecenate italiana.

## Biografia
Figlia del principe Antonio Barbiano di Belgiojoso e di sua moglie, la contessa Barbara D'Adda, Antonia nacque a Milano il 29 giugno 1730. Suoi fratelli furono Alberico, successore ai titoli paterni, e Ludovico, cavaliere di Malta. A soli sedici anni venne fatta sposare col conte Giovanni Maria Cavazzi della Somaglia di cui palesemente non era innamorata, ma col quale da moglie si trasferì nella residenza di Orio, nel lodigiano, pur compiendo di frequente viaggi a Milano dove la sua formazione e il vivace ambiente intellettuale la spinsero ben presto ad interessarsi di letteratura e di illuminismo. Tra gli artisti, pensatori e scrittori che Antonia conobbe a Milano, molti di questi furono poi ospiti della residenza di suo marito e lei ne fu una dei mecenati più generosi, supportando le opere dei fratelli Verri (suoi nipoti), di Cesare Beccaria, del matematico barnabita Paolo Frisi, del musicologo Giovenale Sacchi, dell'abate Alfonso Longo e persino di Carlo Goldoni che addirittura le dedicò una sua opera, La peruviana, rappresentata a Venezia nell'autunno del 1754.
Lo scrittore istriano Gian Rinaldo Carli compose proprio presso il salotto Belgiojoso il celebre articolo La Patria degli italiani destinato ad essere pubblicato sulla rivista Il Caffè. Fu proprio grazie ai nipoti Verri (e in particolare a Pietro), che Antonia si legò profondamente all'ambiente de Il Caffè dal 1764 e sino al 1766 prendendo parte attivamente ai convivi organizzati a Milano, assistendo impotente alla tragica rottura tra il Verri e il Beccaria, che la distanziò inesorabilmente dai nipoti. Pietro commentò a tal proposito nel suo carteggio col fratello "[ella ha] un fondo di reale insensibilità ai mali altrui e di pensata apparente beneficenza che ti debbono porre in guardia".. Otre alla profonda cultura, la Belgiojoso fu ammirata per la sua raffinata bellezza: Pietro Verri la definì in un carteggio aulicamente "fata".
Dopo l'esperienza del Caffè conclusasi così bruscamente, la contessa Antonia continuò comunque a tenere salotto a Milano, abbandonato ormai completamente il marito, convivendo anche con Giovenale Sacchi col quale aveva intrapreso una relazione clandestina, suscitando l'indignazione dell'abate Giulio Arese che inutilmente e a più riprese tentò di sollecitare i sentimenti dell'ormai rassegnato conte di Orio. Malgrado la vita personale movimentata, dai suoi scritti sappiamo che Antonia in questo periodo della sua vita iniziò a sentirsi progressivamente sempre più sola, pur continuando a presenziare agli eventi della società milanese come avvenne nel 1769 quando l'imperatore Giuseppe II, frequentemente a Milano, spesso le recava visita e si mostrava in sua compagnia ad assistere a delle rappresentazioni al Teatro alla Scala.
Durante gli anni della sua vita, visse assistita perlopiù dall'abate Alfonso Longo (col quale pure forse ebbe una relazione) sino al 13 ottobre 1773 quando, colpita ormai da tempo da un male incurabile, giunse alla morte nel giro di breve tempo, poco dopo aver fatto testamento. Prima di morire diede inoltre ordine che venisse distrutta la sua copiosa corrispondenza con la figlia del duca di Modena Francesco III, Maria Elisabetta d'Este, sua intima amica e morta poi l'anno successivo, lasciando così che si perdesse per sempre un prezioso resoconto del costume e della moda femminile nel XVIII secolo.

## Ascendenza
|                                                                          |                                    |                                                 | Genitori                                       |  |  | Nonni |  |  | Bisnonni                                            |  |  | Trisnonni                                               |  |
|                                                                          |                                    |                                                 |                                                |  |  |       |  |  | Carlo Barbiano di Belgiojoso, V conte di Belgioioso |  |  | Alberico Barbiano di Belgiojoso, IV conte di Belgioioso |  |
|                                                                          |                                    |                                                 |                                                |  |  |       |  |  | Carlo Barbiano di Belgiojoso, V conte di Belgioioso |  |  | Alberico Barbiano di Belgiojoso, IV conte di Belgioioso |  |
|                                                                          |                                    | Giulia Affaitati                                |                                                |  |  |       |  |  | Carlo Barbiano di Belgiojoso, V conte di Belgioioso |  |  |                                                         |  |
| Giovanni Barbiano di Belgiojoso                                          |                                    |                                                 |                                                |  |  |       |  |  | Carlo Barbiano di Belgiojoso, V conte di Belgioioso |  |  |                                                         |  |
|                                                                          |                                    | Francesca Malombra                              | Filippo Malombra                               |  |  |       |  |  |                                                     |  |  |                                                         |  |
|                                                                          |                                    | Francesca Malombra                              | Filippo Malombra                               |  |  |       |  |  |                                                     |  |  |                                                         |  |
|                                                                          |                                    | Francesca Malombra                              | Bianca Lucia Castiglioni                       |  |  |       |  |  |                                                     |  |  |                                                         |  |
| Antonio Barbiano di Belgiojoso, I principe di Belgioioso                 |                                    | Francesca Malombra                              |                                                |  |  |       |  |  |                                                     |  |  |                                                         |  |
|                                                                          |                                    | Gaudenz Fortunat von Wolkenstein-Trostburg      | Albrecth von Wolkenstein                       |  |  |       |  |  |                                                     |  |  |                                                         |  |
|                                                                          |                                    | Gaudenz Fortunat von Wolkenstein-Trostburg      | Albrecth von Wolkenstein                       |  |  |       |  |  |                                                     |  |  |                                                         |  |
|                                                                          |                                    | Gaudenz Fortunat von Wolkenstein-Trostburg      | Giovanna Madruzzo                              |  |  |       |  |  |                                                     |  |  |                                                         |  |
| Isabelle von Wolkenstein-Trostburg                                       |                                    | Gaudenz Fortunat von Wolkenstein-Trostburg      |                                                |  |  |       |  |  |                                                     |  |  |                                                         |  |
|                                                                          |                                    | Margaretha Anna Maria von Altemps               | Giovanni Pietro d'Altemps, III duca di Gallese |  |  |       |  |  |                                                     |  |  |                                                         |  |
|                                                                          |                                    | Margaretha Anna Maria von Altemps               | Giovanni Pietro d'Altemps, III duca di Gallese |  |  |       |  |  |                                                     |  |  |                                                         |  |
|                                                                          |                                    | Margaretha Anna Maria von Altemps               | Isabella Lante Montefeltro Della Rovere        |  |  |       |  |  |                                                     |  |  |                                                         |  |
| Antonia Barbiano di Belgiojoso                                           |                                    | Margaretha Anna Maria von Altemps               |                                                |  |  |       |  |  |                                                     |  |  |                                                         |  |
|                                                                          | Francesco D'Adda, IV conte di Sale | Costanzo D'Adda, III conte di Sale              |                                                |  |  |       |  |  |                                                     |  |  |                                                         |  |
|                                                                          | Francesco D'Adda, IV conte di Sale | Costanzo D'Adda, III conte di Sale              |                                                |  |  |       |  |  |                                                     |  |  |                                                         |  |
|                                                                          | Francesco D'Adda, IV conte di Sale | Anna Maria Cusani Visconti                      |                                                |  |  |       |  |  |                                                     |  |  |                                                         |  |
| Costanzo D'Adda, V conte di Sale, I marchese di San Giovanni di Pomesana | Francesco D'Adda, IV conte di Sale |                                                 |                                                |  |  |       |  |  |                                                     |  |  |                                                         |  |
|                                                                          |                                    | Lodovica Gallarati                              | Carlo Gallarati, I Marchese di Cerano          |  |  |       |  |  |                                                     |  |  |                                                         |  |
|                                                                          |                                    | Lodovica Gallarati                              | Carlo Gallarati, I Marchese di Cerano          |  |  |       |  |  |                                                     |  |  |                                                         |  |
|                                                                          |                                    | Lodovica Gallarati                              | Antonia Taverna di Landriano                   |  |  |       |  |  |                                                     |  |  |                                                         |  |
| Barbara D'Adda                                                           |                                    | Lodovica Gallarati                              |                                                |  |  |       |  |  |                                                     |  |  |                                                         |  |
|                                                                          |                                    | Giuseppe Visconti Aicardi, VIII conte di Bronno | Alfonso Visconti Aicardi, VII conte di Bronno  |  |  |       |  |  |                                                     |  |  |                                                         |  |
|                                                                          |                                    | Giuseppe Visconti Aicardi, VIII conte di Bronno | Alfonso Visconti Aicardi, VII conte di Bronno  |  |  |       |  |  |                                                     |  |  |                                                         |  |
|                                                                          |                                    | Giuseppe Visconti Aicardi, VIII conte di Bronno | Isabella Cornazzano                            |  |  |       |  |  |                                                     |  |  |                                                         |  |
| Antonietta Visconti Aicardi                                              |                                    | Giuseppe Visconti Aicardi, VIII conte di Bronno |                                                |  |  |       |  |  |                                                     |  |  |                                                         |  |
|                                                                          |                                    | …                                               | …                                              |  |  |       |  |  |                                                     |  |  |                                                         |  |
|                                                                          |                                    | …                                               | …                                              |  |  |       |  |  |                                                     |  |  |                                                         |  |
|                                                                          |                                    | …                                               | …                                              |  |  |       |  |  |                                                     |  |  |                                                         |  |
|                                                                          |                                    | …                                               |                                                |  |  |       |  |  |                                                     |  |  |                                                         |  |